# Vísky (kraj południowomorawski)
Vísky – miejscowość i gmina (obec) w Czechach, w kraju południowomorawskim, w powiecie Blansko. W 2022 roku liczyła 252 mieszkańców.